# Oscar Milani
Oscar Milani (Rosario, 24 de noviembre de 1946) es un músico argentino, radicado desde 1978 en Alemania. En Rosario, su ciudad natal, estudió medicina y luego música tanto allí como en Buenos Aires.
Con becas de la Fundación Bariloche se especializa en clavecín con Mónica Cosachov, sus estilos de interpretación históricos así como en música de cámara.
En su país se destaca como solista y con la orquesta de cámara Camerata Bariloche realiza giras por Sudamérica y Europa. Su afán de autenticidad lo lleva a construir uno de los primeros claves de construcción histórica de su país, calurosamente elogiado por la crítica europea.
Una beca del DAAD (Servicio de intercambio Académico Alemán) le permite continuar sus estudios en Europa. En la Musikhochschule de Stuttgart termina sus estudios con Kenneth Gilbert. Además realiza cursos con Marinette Extermann, Johann Sonnleitner, Colin Tilney, Bob van Asperen y otros. 
Iniciador durante diez años de los cursos de Música antigua de Neuburg/Donau reuniendo a especialistas y alumnos de toda Europa, junto a su compatriota Gabriel Garrido.
Desde 1981 es profesor de clavecín, música de cámara y bajo continuo en la Hochschule de Nürnberg, y desde 1993 en la Hochschule de música religiosa de Bayreuth. Como intérprete redescubre el repertorio contemporáneo y graba el Concierto para clave de Hugo Distler y obras de Frank Martin. 
Con su inseparable amigo Mario Raskin, graba en 1989 Tangos de Astor Piazzolla en Francia. (Vol I)
El año 2000 el dúo graba el Vol II y obras para dos claves de J.S. Bach en transcripciones originales de diversas suites para orquesta y del Conciertos de Brandeburgo n.º 6.
En 2004 graba como solista un CD con obras del célebre maestro de J.C. Bach y W.A. Mozart, el padre Martini.
Ha actuado en la Gewandhaus de Leipzig, Semperoper de Dresde, Liederhalle de Stuttgart, Grand Palais ,Salle Cortot, Teatro National de la Colline, Hotel Thiers, de París, Museo de Chartres, Germanisches National Museum und Meistersingerhalle de Núremberg.